# (2271) Kiso
(2271) Kiso es un asteroide que forma parte del cinturón de asteroides y fue descubierto el 22 de octubre de 1976 por Hiroki Kosai y Kiichiro Hurukawa desde el Observatorio Kiso del monte Ontake, Japón.

## Designación y nombre
Kiso se designó al principio como 1976 UV5.
Más tarde fue nombrado por el observatorio desde el que fue descubierto.

## Características orbitales
Kiso está situado a una distancia media del Sol de 2,762 ua, pudiendo acercarse hasta 2,602 ua y alejarse hasta 2,922 ua. Su inclinación orbital es 3,388° y la excentricidad 0,05794. Emplea 1677 días en completar una órbita alrededor del Sol.